# شامسة أسيسياس
شامسة أسيسياس (الاسم العلمي: Heliothis acesias) هي نوع من الحشرات يتبع جنس الشامسة من فصيلة الليليات.